# Công quốc Montenegro
Thân vương quốc Montenegro (tiếng Serbia: Књажевина Црнa Горa/Knjaževina Crna Gora) là một vương quốc cũ ở Đông Nam Châu Âu đã tồn tại từ ngày 13 tháng 3 năm 1852 đến ngày 28 tháng 8 năm 1910. Sau đó nó được công nhận là một vương quốc của Nikola I, người sau đó trở thành vua.
Thủ đô là Cetinje và Montenegro perper đã được sử dụng như tiền tệ nhà nước từ năm 1906. Lãnh thổ tương ứng với khu vực trung tâm của Montenegro hiện đại. Đó là chế độ quân chủ lập hiến, nhưng thực tế là chuyên chế.